# 世袭君主制
世袭君主制（英語：Hereditary monarchy），是君主制政体的最常见形式。世界上大多数现存及曾经存在的君主制国家采用这种政体。与其相对的制度是选举君主制。
在世袭君主制制度中，所有君主来自于同一个家族，王位在家族内部从一个成员传给另一个成员（继承顺序有父死子继、兄终弟及等）。世袭系统有政权稳定、延续性好和可预测的优点，这来源于家族成员之间的忠诚和亲和力。一系列来自同一家族的君主构成一个王朝。
举例来说，当一位世袭君主去世或退位后，王位通常会传给下一代的直系血亲，如他或她的孩子，而且往往是较年长者。当这个孩子死了，王位将再传给他的孩子；如果此人绝嗣，则会传给他的兄弟、姐妹、侄子或其他亲属。为了维持这种体系，世袭君主制常常需要以法律形式制定一个明确的继承顺序，以决定一位君主去世之后，谁有最优先的权利成为下一位君主。现代的世袭君主制国家所采用的继承顺序通常基于长子继承权，但也存在着其他的继承体系，如最年长男性亲属继承、在世君主指定继承和交替继承，这些体系在以前的君主制政体中应用得更为普遍。
历史上存在过多种继承体系，它们的区别主要集中在女性是否可以拥有继承权。在父系继承制中，继承权由男性独占，女性没有权利继承，而且她们的男性后代也无权继承。把这种制度体现得最为典型的是古法兰克人的萨利克法典。但萨利克法典的本意并非剥夺妇女的继承权，而是避免土地由于妇女结婚落入村社之外。与之相对的，有些继承体系就允许女性成为继承人。
需要特别指出的是，有些选举君主制实际上是世袭君主制，例如所有候选人只能来自一个家族时。这在许多古代国家中出现过，常常是由真正的选举君主制转化而来的。一种常见的情形是，君主在自己尚在位时就利用权力和影响使其亲属（如儿子）被“提前”选举为下一任君主。另一种情况是，某个家族历史上有多位成员被选为君主，逐渐积聚了强大的势力，以致他们最后可以垄断王位（因为没有人敢于选举该家族之外的人）。
在中世纪晚期的欧洲，许多国家在名义上是选举君主制，然而该国的王位实际已由一个家族把持了数世纪之久。这种情况可以称为“伪选举君主制”，它只在官方上有一个选举的形式，而在本质上王位是世袭的。在步入近代之后，这些“伪选举君主制”的国家大多数变成了真正的世袭君主制。
朝鲜在2013年6月修改的《十大原则》明文规定了“白头山血统”——金氏政权世袭制。